# Cuscuta obtusata
Cuscuta obtusata är en vindeväxtart som först beskrevs av Georg George Engelmann, och fick sitt nu gällande namn av Trabut. Cuscuta obtusata ingår i släktet snärjor, och familjen vindeväxter. Inga underarter finns listade i Catalogue of Life.